# Liste der Geotope in Deutschland
Die Liste der Geotope in Deutschland enthält die Listen für Geotope auf Ebene der deutschen Bundesländer. Der Schutz von Geotopen ist ein Anliegen des Landschafts- und Naturschutzes.

## Liste
- Liste der Geotope in Baden-Württemberg
- Liste der Geotope in Bayern
- Liste der Geotope in Berlin
- Liste der Geotope in Brandenburg
- Liste der Geotope in Bremen
- Liste der Hamburger Geotope
- Liste der Geotope in Hessen
- Liste der Geotope in Mecklenburg-Vorpommern
- Liste der Geotope in Niedersachsen
- Liste der Geotope in Nordrhein-Westfalen
- Liste der Geotope in Rheinland-Pfalz
- Liste der Geotope im Saarland
- Liste der Geotope in Sachsen
- Liste der Geotope in Sachsen-Anhalt
- Liste der Geotope in Schleswig-Holstein
- Liste der Geotope in Thüringen